# Derby calcistici in Sicilia

Bandiera della Sicilia

I derby calcistici in Sicilia sono gli incontri di calcio che mettono a confronto due squadre appartenenti alla regione italiana della Sicilia.
Storicamente, i derby più rilevanti in regione sono le sfide che vedono a confronto due tra Palermo, Catania e Messina, poiché si tratta di partite giocate molto spesso tra Serie A e Serie B, ossia i primi due livelli del calcio nazionale. Nella stagione 2006-2007 si sono giocati, per la prima e unica volta dall'istituzione della Serie A a girone unico, tutti e tre i derby in massima serie.
Il primo incontro tra squadre siciliane fu il derby fra Palermo e Messina del 18 aprile 1901. Si trattò di un'amichevole fra Anglo-Palermitan Athletic and Foot-Ball Club e Messina FC, terminato con il risultato di 3-2 per i palermitani.

## Derby giocati in Serie A
Il primo derby disputatosi in serie A tra due squadre siciliane fu il 16 settembre 1961 tra Catania e Palermo, al Cibali con il risultato di 0-0.

### Catania-Messina
Il derby tra Messina e Catania fu disputato per la prima volta nella Coppa Federale Siciliana, nel 1920, ma i risultati di quella manifestazione non sono arrivati a noi con certezza. Dopo quella stagione, il derby si ripropose dieci anni dopo nella Prima Divisione 1930-1931, cioè la Serie C dell'epoca. Nel corso dei decenni l'incontro è stato anche giocato in Serie B e Serie A.
La prima sfida in massima serie risale alla stagione 1963-1964, quando fu il Catania ad avere la meglio vincendo 2-0 in casa. Al ritorno fu invece 0-0.
Nella Serie C1 2000-2001 il derby fu valido per la finale play-off utile al salto in cadetteria. L'incontro di andata si risolse con un 1-1, mentre la gara di ritorno vide vincere il Messina di misura.
|                       | Gare | Vittorie Catania | Pareggi | Vittorie Messina | Gol Catania | Gol Messina |
| Serie A               | 6    | 2                | 3       | 1                | 10          | 7           |
| Serie B               | 37   | 18               | 10      | 9                | 43          | 35          |
| Serie C/C1/Lega Pro   | 28   | 12               | 11      | 5                | 37          | 21          |
| Serie C2              | 2    | 1                | 1       | 0                | 1           | 0           |
| C.N.D.                | 2    | 1                | 1       | 0                | 3           | 2           |
| Coppa Federale (1920) | 2    | 0                | 0       | 2                | 3           | 15          |
| Coppa Italia          | 2    | 1                | 0       | 1                | 2           | 2           |
| Coppa Italia C        | 12   | 5                | 4       | 3                | 13          | 8           |
| Totale                | 91   | 40               | 30      | 21               | 112         | 90          |

| Stagione  | Competizione              | Incontro           | A Ct | A Me |
| --------- | ------------------------- | ------------------ | ---- | ---- |
| 1920      | Coppa Federale Siciliana  | Catanese-Messinese | 2-6  | 1-9  |
| 1930-1931 | Prima Divisione           | Catania-Messina    | 2-1  | 0-1  |
| 1931-1932 | Prima Divisione           | Catania-Messina    | 4-1  | 3-6  |
| 1934-1935 | Serie B                   | Catania-Messina    | 3-2  | 0-3  |
| 1935-1936 | Serie B                   | Catania-Messina    | 1-0  | 0-1  |
| 1936-1937 | Serie B                   | Catania-Messina    | 2-1  | 2-1  |
| 1936-1937 | Serie B-Spareggi salvezza | Catania-Messina    | 2-1  | 3-4  |
| 1936-1937 | Serie B-Spareggi salvezza | Catania-Messina    | 0-2  | 0-2  |
| 1938-1939 | Serie C                   | Catania-Messina    | 1-1  | 0-0  |
| 1946-1947 | Serie C                   | Catania-Messina    | 1-1  | 0-0  |
| 1947-1948 | Serie C                   | Catania-Messina    | 1-1  | 3-0  |
| 1948-1949 | Serie C                   | Catania-Messina    | 0-0  | 1-1  |
| 1950-1951 | Serie B                   | Catania-Messina    | 1-2  | 1-1  |
| 1951-1952 | Serie B                   | Catania-Messina    | 0-1  | 0-0  |
| 1952-1953 | Serie B                   | Catania-Messina    | 2-1  | 0-1  |
| 1953-1954 | Serie B                   | Catania-Messina    | 1-3  | 1-0  |
| 1955-1956 | Serie B                   | Catania-Messina    | 2-0  | 1-0  |
| 1956-1957 | Serie B                   | Catania-Messina    | 1-0  | 3-1  |
| 1957-1958 | Serie B                   | Catania-Messina    | 1-0  | 2-0  |
| 1958-1959 | Serie B                   | Catania-Messina    | 2-1  | 0-0  |
| 1959-1960 | Serie B                   | Catania-Messina    | 2-0  | 0-0  |
| 1960-1961 | Coppa Italia              | Catania-Messina    | 1-2  |      |
| 1961-1962 | Coppa Italia              | Catania-Messina    | 1-0  |      |
| 1963-1964 | Serie A                   | Catania-Messina    | 2-0  | 0-0  |
| 1964-1965 | Serie A                   | Catania-Messina    | 4-2  | 1-2  |

| Stagione  | Competizione          | Incontro           | A Ct | A Me          |
| --------- | --------------------- | ------------------ | ---- | ------------- |
| 1966-1967 | Serie B               | Catania-Messina    | 1-1  | 0-0           |
| 1967-1968 | Serie B               | Catania-Messina    | 0-0  | 2-0           |
| 1974-1975 | Serie C               | Catania-Messina    | 2-0  | 1-2           |
| 1974-1975 | Coppa Italia C        | Catania-Messina    | 3-0  | 1-1           |
| 1977-1978 | Coppa Italia C        | Catania-Messina    | 0-0  | 0-1           |
| 1979-1980 | Coppa Italia C        | Catania-Messina    | 2-0  | 0-1           |
| 1986-1987 | Serie B               | Catania-Messina    | 1-0  | 1-1           |
| 1992-1993 | Serie C1              | Catania-Messina    | 2-0  | 0-0           |
| 1992-1993 | Coppa Italia C        | Catania-Messina    | 2-1  | 3-1           |
| 1994-1995 | CND                   | Catania-AS Messina | 2-1  | 1-1           |
| 1998-1999 | Serie C2              | Catania-Messina    | 1-0  | 0-0           |
| 1998-1999 | Coppa Italia C        | Catania-Messina    | 0-0  | 0-0 (3-5 dcr) |
| 2000-2001 | Serie C1              | Catania-Messina    | 4-0  | 2-0           |
| 2000-2001 | Serie C1 Play-off     | Catania-Messina    | 1-1  | 0-1           |
| 2002-2003 | Serie B               | Catania-Messina    | 1-1  | 3-3           |
| 2003-2004 | Serie B               | Catania-Messina    | 1-0  | 0-3           |
| 2006-2007 | Serie A               | Catania-Messina    | 2-2  | 1-1           |
| 2015-2016 | Lega Pro              | Catania-Messina    | 2-1  | 0-0           |
| 2016-2017 | Lega Pro              | Catania-Messina    | 3-1  | 2-1           |
| 2016-2017 | Coppa Italia Lega Pro | Catania-Messina    |      | 0-2           |
| 2021-2022 | Serie C               | Catania-Messina    |      | Ann.          |
| 2023-2024 | Coppa Italia C        | Catania-Messina    | 2-1  |               |
| 2023-2024 | Serie C               | Catania-Messina    | 1-0  | 0-1           |
| 2024-2025 | Serie C               | Catania-Messina    | 0-0  | 1-0           |

### Catania-Palermo
Il primo incontro in campionato si disputò il 1º novembre 1936, a Palermo in Serie B: esso si concluse col risultato di 1-1. Risale alla stagione precedente il primo derby ufficiale: finì 1-0 per il Catania in Coppa Italia. Probabilmente, il primo incontro in assoluto, quando ancora il Catania si chiamava Unione Sportiva Catanese e il Palermo Palermo Foot-Ball Club, risale agli anni 1910, in occasione della Coppa Lipton. Mentre il computo totale degli 84 derby arride al Palermo, il bilancio dei 18 disputati in Serie A è ad appannaggio del Catania: cinque vittorie per il Palermo, sei per i rossazzurri e sette pareggi.
Il computo comprende anche i derby giocati dal 1935 al 1942 dall'Associazione Calcio Fascista Catania e nel 1941-42 dal Palermo-Juventina.
|                | Gare | Vittorie Catania | Pareggi | Vittorie Palermo | Gol Catania | Gol Palermo |
| Serie A        | 18   | 6                | 7       | 5                | 27          | 19          |
| Serie B        | 34   | 7                | 19      | 8                | 32          | 35          |
| Serie C/C1     | 16   | 3                | 9       | 4                | 14          | 17          |
| Coppa Italia   | 8    | 1                | 1       | 6                | 6           | 16          |
| Coppa Italia C | 10   | 3                | 4       | 3                | 11          | 12          |
| Totale         | 86   | 20               | 40      | 26               | 90          | 99          |

| Stagione  | Competizione | Incontro                 | A Ct | A Pa |
| --------- | ------------ | ------------------------ | ---- | ---- |
| 1935-1936 | Coppa Italia | Catania-Palermo          | 1-0  |      |
| 1936-1937 | Serie B      | Catania-Palermo          | 0-1  | 1-1  |
| 1937-1938 | Coppa Italia | Catania-Palermo          |      | 1-4  |
| 1939-1940 | Serie B      | Catania-Palermo          | 1-1  | 0-1  |
| 1941-1942 | Serie C      | Catania-PalermoJuventina | 4-1  | 1-1  |
| 1955-1956 | Serie B      | Catania-Palermo          | 1-1  | 3-3  |
| 1957-1958 | Serie B      | Catania-Palermo          | 0-0  | 1-1  |
| 1958-1959 | Serie B      | Catania-Palermo          | 0-0  | 0-1  |
| 1959-1960 | Coppa Italia | Catania-Palermo          |      | 0-2  |
| 1961-1962 | Serie A      | Catania-Palermo          | 0-0  | 0-0  |
| 1962-1963 | Serie A      | Catania-Palermo          | 0-0  | 1-1  |
| 1964-1965 | Coppa Italia | Catania-Palermo          |      | 0-1  |
| 1966-1967 | Serie B      | Catania-Palermo          | 1-0  | 1-0  |
| 1967-1968 | Serie B      | Catania-Palermo          | 1-2  | 0-0  |
| 1968-1969 | Coppa Italia | Catania-Palermo          | 1-1  |      |
| 1969-1970 | Coppa Italia | Catania-Palermo          |      | 1-4  |
| 1971-1972 | Serie B      | Catania-Palermo          | 1-1  | 0-1  |
| 1973-1974 | Serie B      | Catania-Palermo          | 1-1  | 1-1  |
| 1975-1976 | Serie B      | Catania-Palermo          | 1-1  | 1-1  |
| 1976-1977 | Serie B      | Catania-Palermo          | 1-1  | 0-0  |
| 1980-1981 | Coppa Italia | Catania-Palermo          | 2-3  |      |
| 1980-1981 | Serie B      | Catania-Palermo          | 3-3  | 0-2  |
| 1981-1982 | Coppa Italia | Catania-Palermo          |      | 0-1  |
| 1981-1982 | Serie B      | Catania-Palermo          | 3-1  | 2-0  |
| 1982-1983 | Serie B      | Catania-Palermo          | 2-0  | 0-0  |

| Stagione  | Competizione   | Incontro        | A Ct | A Pa |
| --------- | -------------- | --------------- | ---- | ---- |
| 1985-1986 | Serie B        | Catania-Palermo | 1-0  | 0-0  |
| 1988-1989 | Serie C1       | Catania-Palermo | 1-1  | 0-0  |
| 1989-1990 | Serie C1       | Catania-Palermo | 1-1  | 0-1  |
| 1989-1990 | Coppa Italia C | Catania-Palermo | 1-1  | 1-3  |
| 1990-1991 | Serie C1       | Catania-Palermo | 1-0  | 0-3  |
| 1990-1991 | Coppa Italia C | Catania-Palermo | 1-0  | 0-2  |
| 1992-1993 | Serie C1       | Catania-Palermo | 0-0  | 2-0  |
| 1992-1993 | Coppa Italia C | Catania-Palermo | 1-2  |      |
| 1998-1999 | Coppa Italia C | Catania-Palermo | 2-0  |      |
| 1999-2000 | Coppa Italia C | Catania-Palermo | 0-0  | 2-2  |
| 1999-2000 | Serie C1       | Catania-Palermo | 0-0  | 1-1  |
| 2000-2001 | Serie C1       | Catania-Palermo | 1-1  | 1-5  |
| 2000-2001 | Coppa Italia C | Catania-Palermo | 2-1  | 1-1  |
| 2002-2003 | Serie B        | Catania-Palermo | 2-0  | 3-3  |
| 2003-2004 | Serie B        | Catania-Palermo | 0-2  | 0-5  |
| 2006-2007 | Serie A        | Catania-Palermo | 1-2  | 3-5  |
| 2007-2008 | Serie A        | Catania-Palermo | 3-1  | 0-1  |
| 2008-2009 | Serie A        | Catania-Palermo | 2-0  | 4-0  |
| 2009-2010 | Serie A        | Catania-Palermo | 2-0  | 1-1  |
| 2010-2011 | Serie A        | Catania-Palermo | 4-0  | 1-3  |
| 2011-2012 | Serie A        | Catania-Palermo | 2-0  | 1-1  |
| 2012-2013 | Serie A        | Catania-Palermo | 1-1  | 1-3  |
| 2020-2021 | Serie C        | Catania-Palermo | 0-1  | 1-1  |
| 2021-2022 | Serie C        | Catania-Palermo | Ann. |      |

### Messina-Palermo
Palermo e Messina, nei primi anni del Novecento, si contesero la Whitaker Challenge Cup e la Lipton Challenge Cup. I primi derby ufficiali furono invece disputati a partire dal 1920. Nonostante questa lunga storia, le prime sfide in Serie A si cominciarono a verificare soltanto dal 2004-2005, debuttando con un pari a reti bianche a Messina e con 2-1 per i padroni di casa a Palermo.
|                         | Gare | Vittorie Messina | Pareggi | Vittorie Palermo | Gol Messina | Gol Palermo |
| Serie A                 | 6    | 1                | 2       | 3                | 4           | 5           |
| Serie B                 | 28   | 5                | 15      | 8                | 29          | 31          |
| Serie C/C1              | 10   | 3                | 2       | 5                | 9           | 14          |
| Serie D                 | 1    | 0                | 0       | 1                | 0           | 1           |
| Altri camp. (1920-1929) | 16   | 7                | 2       | 7                | 18          | 25          |
| Coppa Italia            | 6    | 3                | 1       | 2                | 5           | 5           |
| Coppa Italia C          | 1    | 1                | 0       | 0                | 3           | 0           |
| Totale                  | 68   | 20               | 22      | 26               | 68          | 81          |

| Stagione  | Competizione                              | Incontro          | A Me | A Pa |
| --------- | ----------------------------------------- | ----------------- | ---- | ---- |
| 1920      | Coppa Federale Siciliana                  | Messinese-Palermo | 0-0  | 2-3  |
| 1921-1922 | Prima Divisione                           | Messinese-Palermo | 1-2  | 0-2  |
| 1922-1923 | Prima Divisione                           | Messina-Palermo   | Ann. | Ann. |
| 1922-1923 | Ripetizione - sezione siciliana           | Messina-Palermo   | 2-0  |      |
| 1923-1924 | Prima Divisione                           | Messina-Palermo   | 1-0  | 1-2  |
| 1923-1924 | Spareggio                                 | Messina-Palermo   | 2-3  |      |
| 1924-1925 | Prima Divisione                           | Messinese-Palermo | 1-0  | 2-0  |
| 1925-1926 | Prima Divisione                           | Messinese-Palermo | 1-0  | 0-7  |
| 1928-1929 | Camp. Meridionale - Sottogirone Siciliano | Messina-Palermo   | 2-0  | 0-4  |
| 1928-1929 | Camp. Meridionale - Girone eliminatorio   | Messina-Palermo   | 3-2  | 0-0  |
| 1929-1930 | Prima Divisione                           | Messina-Palermo   | 0-1  | 0-1  |
| 1936-1937 | Serie B                                   | Messina-Palermo   | 0-0  | 2-2  |
| 1937-1938 | Serie B                                   | Messina-Palermo   | 1-2  | 0-2  |
| 1954-1955 | Serie B                                   | Messina-Palermo   | 1-1  | 1-1  |
| 1955-1956 | Serie B                                   | Messina-Palermo   | 3-3  | 1-2  |
| 1957-1958 | Serie B                                   | Messina-Palermo   | 0-0  | 1-1  |
| 1958-1959 | Serie B                                   | Messina-Palermo   | 2-2  | 2-0  |
| 1959-1960 | Coppa Italia                              | Messina-Palermo   |      | 0-1  |
| 1960-1961 | Coppa Italia                              | Messina-Palermo   | 2-0  |      |
| 1960-1961 | Serie B                                   | Messina-Palermo   | 3-0  | 2-2  |

| Stagione  | Competizione   | Incontro        | A Me | A Pa |
| --------- | -------------- | --------------- | ---- | ---- |
| 1965-1966 | Serie B        | Messina-Palermo | 0-0  | 1-1  |
| 1966-1967 | Serie B        | Messina-Palermo | 0-0  | 1-2  |
| 1967-1968 | Serie B        | Messina-Palermo | 1-0  | 0-3  |
| 1984-1985 | Serie C1       | Messina-Palermo | 2-1  | 0-1  |
| 1986-1987 | Coppa Italia   | Messina-Palermo | 1-0  |      |
| 1991-1992 | Coppa Italia   | Messina-Palermo | 1-0  | 0-3  |
| 1991-1992 | Serie B        | Messina-Palermo | 0-0  | 1-2  |
| 1992-1993 | Serie C1       | Messina-Palermo | 1-3  | 0-3  |
| 2000-2001 | Coppa Italia C | Messina-Palermo | 3-0  |      |
| 2000-2001 | Serie C1       | Messina-Palermo | 1-0  | 2-1  |
| 2001-2002 | Serie B        | Messina-Palermo | 2-0  | 0-1  |
| 2002-2003 | Coppa Italia   | Messina-Palermo | 1-1  |      |
| 2002-2003 | Serie B        | Messina-Palermo | 2-1  | 1-2  |
| 2003-2004 | Serie B        | Messina-Palermo | 1-1  | 0-0  |
| 2004-2005 | Serie A        | Messina-Palermo | 0-0  | 1-2  |
| 2005-2006 | Serie A        | Messina-Palermo | 0-0  | 0-1  |
| 2006-2007 | Serie A        | Messina-Palermo | 2-0  | 1-2  |
| 2019-2020 | Serie D        | Messina-Palermo |      | 0-1  |
| 2021-2022 | Serie C        | Messina-Palermo | 1-1  | 2-2  |

## Derby giocati in Serie B

### Acireale-Palermo
Il primo derby in assoluto fra queste due squadre fu giocato in Serie C1 nella stagione 1992-1993, per poi disputarsi anche in Serie B nelle stagioni 1993-1994 e 1994-1995.
|                | Gare | Vittorie Acireale | Pareggi | Vittorie Palermo | Gol Acireale | Gol Palermo |
| Serie B        | 4    | 2                 | 1       | 1                | 4            | 2           |
| Serie C1       | 6    | 1                 | 5       | 0                | 6            | 5           |
| Serie D        | 1    | 1                 | 0       | 0                | 3            | 1           |
| Coppa Italia   | 1    | 0                 | 0       | 1                | 0            | 2           |
| Coppa Italia C | 1    | 0                 | 1       | 0                | 1            | 1           |
| Totale         | 13   | 4                 | 7       | 2                | 14           | 11          |

| Stagione  | Competizione | Incontro         | Ad Aci | A Pa |
| --------- | ------------ | ---------------- | ------ | ---- |
| 1992-1993 | Serie C1     | Acireale-Palermo | 1-1    | 1-1  |
| 1993-1994 | Serie B      | Acireale-Palermo | 1-0    | 0-1  |
| 1994-1995 | Serie B      | Acireale-Palermo | 3-1    | 0-0  |
| 1995-1996 | Coppa Italia | Acireale-Palermo | 0-2    |      |

| Stagione  | Competizione   | Incontro         | Ad Aci | A Pa |
| --------- | -------------- | ---------------- | ------ | ---- |
| 1997-1998 | Serie C1       | Acireale-Palermo | 2-1    | 1-1  |
| 1998-1999 | Serie C1       | Acireale-Palermo | 1-1    | 0-0  |
| 2000-2001 | Coppa Italia C | Acireale-Palermo | 1-1    |      |
| 2019-2020 | Serie D        | Acireale-Palermo |        | 3-1  |

### Catania-Siracusa
Il primo derby in assoluto fra squadre di Catania e Siracusa fu disputato nella Seconda Divisione 1924-1925 tra il Tommaso Gargallo e la Catanese, con vittoria di quest'ultima per 2-1 il 14 giugno del 1925. Fra le due tifoserie esiste una forte rivalità, visto anche il rapporto di amicizia esistente fra i tifosi aretusei e i tifosi palermitani.
Il derby fra Catania e Siracusa si è disputato otto volte nella serie cadetta, la prima nella stagione 1949-1950, mentre il resto degli incontri si distribuisce fra Serie C e Coppa Italia. 
|                     | Gare | Vittorie Catania | Pareggi | Vittorie Siracusa | Gol Catania | Gol Siracusa |
| Serie B             | 8    | 4                | 1       | 3                 | 10          | 11           |
| Serie C/C1/Lega Pro | 36   | 16               | 11      | 9                 | 41          | 40           |
| Coppa Italia        | 1    | 0                | 0       | 1                 | 0           | 2            |
| Coppa Italia C      | 12   | 6                | 5       | 1                 | 16          | 9            |
| Totale              | 57   | 26               | 17      | 14                | 67          | 62           |

| Stagione  | Competizione    | Incontro          | A Ct | A Sr |
| --------- | --------------- | ----------------- | ---- | ---- |
| 1930-1931 | Prima Divisione | Catania-Syracusae | 1-1  | 1-2  |
| 1931-1932 | Prima Divisione | Catania-Syracusae | 1-1  | 0-2  |
| 1932-1933 | Prima Divisione | Catania-Siracusa  | 0-0  | 1-1  |
| 1933-1934 | Prima Divisione | Catania-Siracusa  | 1-0  | 2-4  |
| 1938-1939 | Serie C         | Catania-Siracusa  | 2-0  | 2-1  |
| 1940-1941 | Coppa Italia    | Catania-Siracusa  | 0-2  |      |
| 1940-1941 | Serie C         | Catania-Siracusa  | 1-1  | 0-4  |
| 1941-1942 | Serie C         | Catania-Siracusa  | 2-2  | 1-3  |
| 1942-1943 | Serie C         | Catania-Siracusa  | 2-1  | 0-1  |
| 1949-1950 | Serie B         | Catania-Siracusa  | 1-1  | 1-3  |
| 1950-1951 | Serie B         | Catania-Siracusa  | 3-1  | 0-2  |
| 1951-1952 | Serie B         | Catania-Siracusa  | 1-0  | 1-3  |
| 1952-1953 | Serie B         | Catania-Siracusa  | 1-0  | 2-1  |
| 1974-1975 | Coppa Italia C  | Catania-Siracusa  | 1-0  | 0-0  |
| 1974-1975 | Serie C         | Catania-Siracusa  | 0-0  | 0-0  |
| 1977-1978 | Coppa Italia C  | Catania-Siracusa  | 2-0  | 0-0  |
| 1977-1978 | Serie C         | Catania-Siracusa  | 1-0  | 1-1  |

| Stagione  | Competizione          | Incontro         | A Ct | A Sr |
| --------- | --------------------- | ---------------- | ---- | ---- |
| 1979-1980 | Serie C1              | Catania-Siracusa | 2-1  | 1-0  |
| 1988-1989 | Coppa Italia C        | Catania-Siracusa | 2-0  | 2-2  |
| 1989-1990 | Coppa Italia C        | Catania-Siracusa | 3-1  |      |
| 1989-1990 | Serie C1              | Catania-Siracusa | 2-0  | 3-2  |
| 1990-1991 | Coppa Italia C        | Catania-Siracusa | 2-1  |      |
| 1990-1991 | Serie C1              | Catania-Siracusa | 1-4  | 2-1  |
| 1991-1992 | Coppa Italia C        | Catania-Siracusa |      | 0-2  |
| 1991-1992 | Serie C1              | Catania-Siracusa | 2-2  | 1-0  |
| 1992-1993 | Coppa Italia C        | Catania-Siracusa | 3-2  | 0-0  |
| 1992-1993 | Serie C1              | Catania-Siracusa | 0-0  | 0-0  |
| 2016-2017 | Coppa Italia Lega Pro | Catania-Siracusa |      | 1-1  |
| 2016-2017 | Lega Pro              | Catania-Siracusa | 3-1  | 0-1  |
| 2017-2018 | Serie C               | Catania-Siracusa | 1-0  | 1-0  |
| 2018-2019 | Serie C               | Catania-Siracusa | 2-1  | 1-2  |

### Catania-Trapani
Il derby tra Catania e Trapani, le cui tifoserie sono gemellate, si è svolto in una sola occasione in Serie B, nella stagione 2014-2015: i due incontri sono terminati 2-2 al Provinciale di Trapani e 4-1 per gli etnei al Massimino.
Il primo incontro tra le due squadre si disputò in Prima Divisione nella stagione 1932-1933 fra l'allora ACF Catania e la Juventus Trapani.
|                | Gare | Vittorie Catania | Pareggi | Vittorie Trapani | Gol Catania | Gol Trapani |
| Serie B        | 2    | 1                | 1       | 0                | 6           | 3           |
| Serie C        | 24   | 12               | 6       | 6                | 41          | 20          |
| Serie C2       | 4    | 2                | 1       | 1                | 6           | 6           |
| Serie D        | 2    | 1                | 0       | 1                | 2           | 2           |
| Coppa Italia C | 5    | 2                | 0       | 3                | 7           | 9           |
| Totale         | 37   | 18               | 8       | 11               | 62          | 40          |

| Stagione  | Competizione    | Incontro                 | A Ct | A Tp |
| --------- | --------------- | ------------------------ | ---- | ---- |
| 1932-1933 | Prima Divisione | Catania-Juventus Trapani | 6-0  | 1-3  |
| 1933-1934 | Prima Divisione | Catania-Juventus Trapani | 3-1  | 0-1  |
| 1942-1943 | Serie C         | Catania-Juventus Trapani | 4-1  | 5-0  |
| 1946-1947 | Serie C         | Catania-Drepanum         | 2-0  | 0-0  |
| 1947-1948 | Serie C         | Catania-Drepanum         | 1-0  | 3-2  |
| 1948-1949 | Serie C         | Catania-Drepanum         | 2-1  | 0-0  |
| 1974-1975 | Serie C         | Catania-Trapani          | 0-0  | 0-0  |
| 1977-1978 | Serie C         | Catania-Trapani          | 2-0  | 0-1  |
| 1989-1990 | Coppa Italia C  | Catania-Trapani          |      | 3-0  |
| 1997-1998 | Coppa Italia C  | Catania-Trapani          |      | 0-2  |
| 1997-1998 | Serie C2        | Catania-Trapani          | 3-2  | 0-3  |

| Stagione  | Competizione     | Incontro        | A Ct | A Tp |
| --------- | ---------------- | --------------- | ---- | ---- |
| 1998-1999 | Coppa Italia C   | Catania-Trapani | 3-0  |      |
| 1998-1999 | Serie C2         | Catania-Trapani | 1-1  | 2-0  |
| 1999-2000 | Coppa Italia C   | Catania-Trapani |      | 1-2  |
| 2014-2015 | Serie B          | Catania-Trapani | 4-1  | 2-2  |
| 2017-2018 | Serie C          | Catania-Trapani | 1-2  | 0-2  |
| 2018-2019 | Serie C          | Catania-Trapani | 3-1  | 0-1  |
| 2018-2019 | Serie C Play-off | Catania-Trapani | 2-2  | 1-1  |
| 2022-2023 | Serie D          | Catania-Trapani | 2-1  | 0-1  |
| 2024-2025 | Serie C          | Catania-Trapani | 2-1  | 3-0  |
| 2024-2025 | Coppa Italia C   | Catania-Trapani | 0-5  |      |

### Licata-Messina
Il derby tra Licata e Messina si è svolto in due occasioni in Serie B, nelle stagioni 1988-1989 e 1989-1990: il primo anno vittoria una vittoria per parte, l'anno successivo due pareggi per 1-1. Il primo incontro fra le due squadre fu giocato in C2 nella stagione 1982-1983.
|              | Gare | Vittorie Licata | Pareggi | Vittorie Messina | Gol Licata | Gol Messina |
| Serie B      | 4    | 1               | 2       | 1                | 7          | 6           |
| Serie C1     | 2    | 0               | 0       | 2                | 1          | 4           |
| Serie C2     | 2    | 1               | 1       | 0                | 1          | 0           |
| Serie D      | 8    | 0               | 5       | 3                | 7          | 15          |
| Coppa Italia | 1    | 1               | 0       | 0                | 3          | 2           |
| Totale       | 17   | 3               | 8       | 6                | 19         | 27          |

| Stagione  | Competizione | Incontro       | A Lic | A Me |
| --------- | ------------ | -------------- | ----- | ---- |
| 1982-1983 | Serie C2     | Licata-Messina | 1-0   | 0-0  |
| 1985-1986 | Serie C1     | Licata-Messina | 1-3   | 0-1  |
| 1988-1989 | Coppa Italia | Licata-Messina | 3-2   |      |
| 1988-1989 | Serie B      | Licata-Messina | 4-2   | 1-2  |
| 1989-1990 | Serie B      | Licata-Messina | 1-1   | 1-1  |

| Stagione  | Competizione | Incontro       | A Lic | A Me |
| --------- | ------------ | -------------- | ----- | ---- |
| 2011-2012 | Serie D      | Licata-Messina | 1-1   | 0-4  |
| 2012-2013 | Serie D      | Licata-Messina | 2-2   | 1-4  |
| 2019-2020 | Serie D      | Licata-Messina | 0-0   | 2-3  |
| 2020-2021 | Serie D      | Licata-Messina | 1-1   | 0-0  |

### Messina-Siracusa
Le radici di questo derby risalgono agli anni venti, quando le antesignane dei due club, la Messinesee il Tommaso Gargallo, si incontrarono nella stagione 1926-1927 in Seconda Divisione. In tre stagioni, fra il 1950 e il 1953, il Messina e il Siracusa si sono affrontati anche in Serie B.
|                         | Gare | Vittorie Messina | Pareggi | Vittorie Siracusa | Gol Messina | Gol Siracusa |
| Serie B                 | 6    | 3                | 1       | 2                 | 9           | 6            |
| Serie C/C1/Lega Pro     | 26   | 11               | 4       | 11                | 24          | 25           |
| Serie C2                | 6    | 0                | 6       | 0                 | 4           | 4            |
| Serie D                 | 2    | 0                | 0       | 2                 | 0           | 5            |
| Altri camp. (1926-1929) | 8    | 1                | 4       | 3                 | 13          | 17           |
| Coppa Italia            | 1    | 0                | 0       | 1                 | 0           | 1            |
| Coppa Italia C          | 14   | 5                | 6       | 3                 | 9           | 12           |
| Totale                  | 63   | 20               | 21      | 22                | 59          | 70           |

| Stagione  | Competizione         | Incontro                   | A Me | A Sr |
| --------- | -------------------- | -------------------------- | ---- | ---- |
| 1926-1927 | Seconda Divisione    | Messinese-Tommaso Gargallo | 1-1  | 1-1  |
| 1927-1928 | Seconda Divisione    | Messinese-Tommaso Gargallo | 4-2  | 3-3  |
| 1928-1929 | Camp. Merid. 1ª Fase | Messina-Tommaso Gargallo   | 1-1  | 0-2  |
| 1928-1929 | Camp. Merid. 2ª Fase | Messina-Tommaso Gargallo   | 2-3  | 1-4  |
| 1929-1930 | Prima Divisione      | Messina-Tommaso Gargallo   | 2-0  | 0-1  |
| 1930-1931 | Prima Divisione      | Messina-Syracusae          | 2-0  | 1-0  |
| 1931-1932 | Prima Divisione      | Messina-Syracusae          | 2-4  | 1-3  |
| 1938-1939 | Serie C              | Messina-Siracusa           | 2-0  | 0-1  |
| 1939-1940 | Coppa Italia         | Messina-Siracusa           | 0-1  |      |
| 1939-1940 | Serie C              | Messina-Siracusa           | 1-0  | 0-5  |
| 1945-1946 | Serie C              | Messina-Siracusa           | 3-0  | 0-0  |
| 1950-1951 | Serie B              | Messina-Siracusa           | 4-1  | 0-2  |
| 1951-1952 | Serie B              | Messina-Siracusa           | 0-1  | 3-1  |
| 1952-1953 | Serie B              | Messina-Siracusa           | 2-1  | 0-0  |
| 1971-1972 | Serie C              | Messina-Siracusa           | 2-0  | 0-1  |
| 1972-1973 | Serie C              | Messina-Siracusa           | 0-2  | 1-0  |

| Stagione  | Competizione   | Incontro         | A Me | A Sr |
| --------- | -------------- | ---------------- | ---- | ---- |
| 1974-1975 | Serie C        | Messina-Siracusa | 1-0  | 0-1  |
| 1975-1976 | Serie C        | Messina-Siracusa | 1-0  | 0-1  |
| 1976-1977 | Serie C        | Messina-Siracusa | 1-1  | 0-1  |
| 1977-1978 | Coppa Italia C | Messina-Siracusa | 2-1  | 0-0  |
| 1978-1979 | Serie C2       | Messina-Siracusa | 1-1  | 0-0  |
| 1979-1980 | Coppa Italia C | Messina-Siracusa | 1-1  | 0-3  |
| 1980-1981 | Coppa Italia C | Messina-Siracusa | 0-0  | 0-3  |
| 1981-1982 | Coppa Italia C | Messina-Siracusa | 0-3  | 0-0  |
| 1981-1982 | Serie C2       | Messina-Siracusa | 1-1  | 0-0  |
| 1982-1983 | Coppa Italia C | Messina-Siracusa | 1-0  | 0-0  |
| 1982-1983 | Serie C2       | Messina-Siracusa | 1-1  | 1-1  |
| 1984-1985 | Coppa Italia C | Messina-Siracusa | 0-0  | 2-1  |
| 1985-1986 | Coppa Italia C | Messina-Siracusa | 2-0  | 1-0  |
| 1992-1993 | Serie C1       | Messina-Siracusa | 0-0  | 1-1  |
| 2008-2009 | Serie D        | Messina-Siracusa | 0-2  | 0-3  |
| 2016-2017 | Lega Pro       | Messina-Siracusa | 3-1  | 0-2  |

### Palermo-Siracusa
Il primo incontro non ufficiale fra una squadra siracusana (Ortigia 1907) e palermitana (Palermo Football Club, l'antenato dell'odierno e omonimo Palermo) fu in occasione della Coppa Lipton, mentre il primo incontro ufficiale avvenne nel corso del Campionato Meridionale 1928-1929. Solo in due stagioni le due compagini si sono sfidate in Serie B, tra il 1946 e il 1948. L'ultima sfida risale alla Serie C1 1992-1993. Tra le due tifoserie esisteva un gemellaggio.
|                          | Gare | Vittorie Palermo | Pareggi | Vittorie Siracusa | Gol Palermo | Gol Siracusa |
| Serie B                  | 4    | 1                | 1       | 2                 | 2           | 2            |
| Serie C/C1               | 10   | 6                | 3       | 1                 | 16          | 7            |
| Camp. Merid. (1928-1929) | 4    | 1                | 1       | 2                 | 5           | 7            |
| Serie C2                 | 2    | 1                | 1       | 0                 | 2           | 1            |
| Coppa Italia             | 1    | 0                | 0       | 1                 | 0           | 1            |
| Coppa Italia C           | 2    | 1                | 1       | 0                 | 3           | 1            |
| Totale                   | 23   | 10               | 7       | 6                 | 28          | 19           |

| Stagione  | Competizione         | Incontro                  | A Pa | A Sr |
| --------- | -------------------- | ------------------------- | ---- | ---- |
| 1928-1929 | Camp. Merid. 1ª Fase | Palermo-Tommaso Gargallo  | 4-0  | 0-2  |
| 1928-1929 | Camp. Merid. 2ª Fase | Palermo-Tommaso Gargallo  | 1-1  | 0-4  |
| 1929-1930 | Prima Divisione      | Palermo-Tommaso Gargallo  | 4-1  | 1-0  |
| 1939-1940 | Coppa Italia         | Palermo-Siracusa          |      | 0-1  |
| 1941-1942 | Serie C              | PalermoJuventina-Siracusa | 1-0  | 1-1  |
| 1946-1947 | Serie B              | Palermo-Siracusa          | 2-0  | 0-0  |
| 1947-1948 | Serie B              | Palermo-Siracusa          | 0-1  | 0-1  |

| Stagione  | Competizione   | Incontro         | A Pa | A Sr          |
| --------- | -------------- | ---------------- | ---- | ------------- |
| 1987-1988 | Coppa Italia C | Palermo-Siracusa | 3-1  | 0-0 (4-5 dcr) |
| 1987-1988 | Serie C2       | Palermo-Siracusa | 1-1  | 1-0           |
| 1989-1990 | Serie C1       | Palermo-Siracusa | 2-0  | 1-1           |
| 1990-1991 | Serie C1       | Palermo-Siracusa | 2-0  | 2-3           |
| 1992-1993 | Serie C1       | Palermo-Siracusa | 1-0  | 1-1           |

### Palermo-Trapani
Il primo incontro tra il Palermo e l'allora Unione Sportiva Trapanese si disputò nel 1908 in un'amichevole, mentre il primo match in una competizione ufficiale fu tra il Palermo e la Vigor Trapani, nella sezione siciliana della Prima Divisione 1921-1922, vedendo la vittoria dei rosanero per 12-0. Nonostante questo derby si sia disputato poche volte nel corso degli anni, esiste una certa rivalità fra le due tifoserie e i granata sono gemellati con i tifosi del Catania.
In campionato le due squadre si sono incrociate solo due volte: nella stagione 1987-1988 in Serie C2 e in quella 2013-2014 in Serie B. In quest'ultima occasione i rosanero hanno vinto sia al Barbera (3-0) che al Provinciale (1-0). Gli altri incontri si sono svolti fra la Coppa Italia di Serie C e, per un'unica volta, in quella maggiore, nell'edizione 1958-1959. Proprio in quest'ultimo incontro si è avuta l'unica vittoria dei granata a Palermo, per 1-2.
|                        | Gare | Vittorie Palermo | Pareggi | Vittorie Trapani | Gol Palermo | Gol Trapani |
| Serie B                | 2    | 2                | 0       | 0                | 4           | 0           |
| Serie C2               | 2    | 1                | 1       | 0                | 2           | 0           |
| Prima Div. (1921-1922) | 2    | 2                | 0       | 0                | 14          | 0           |
| Coppa Italia           | 1    | 0                | 0       | 1                | 1           | 2           |
| Coppa Italia C         | 7    | 4                | 2       | 1                | 12          | 5           |
| Totale                 | 14   | 9                | 3       | 2                | 33          | 7           |

| Stagione  | Competizione    | Incontro              | A Pa | A Tp |
| --------- | --------------- | --------------------- | ---- | ---- |
| 1921-1922 | Prima Divisione | Palermo-Vigor Trapani | 12-0 | 2-0  |
| 1958-1959 | Coppa Italia    | Palermo-Trapani       | 1-2  |      |
| 1987-1988 | Coppa Italia C  | Palermo-Trapani       | 1-0  | 2-1  |
| 1987-1988 | Serie C2        | Palermo-Trapani       | 2-0  | 0-0  |

| Stagione  | Competizione   | Incontro        | A Pa | A Tp |
| --------- | -------------- | --------------- | ---- | ---- |
| 1988-1989 | Coppa Italia C | Palermo-Trapani | 1-1  | 0-1  |
| 1997-1998 | Coppa Italia C | Palermo-Trapani | 3-1  | 1-1  |
| 1998-1999 | Coppa Italia C | Palermo-Trapani | 4-0  |      |
| 2013-2014 | Serie B        | Palermo-Trapani | 3-0  | 1-0  |

## Derby cittadini giocati fra i professionisti

### Atletico Catania-Catania
A cavallo tra la fine degli anni novanta e l'inizio del duemila, la presenza fra Serie C1 e Serie C2 dell'Atletico Catania, diventata per breve tempo la squadra principale della città, portò alla disputa di una stracittadina nel capoluogo etneo: il derby dell'Elefante.
Il primo derby si disputò nella Coppa Italia Serie C 1995-1996, mentre le partite giocate in campionato furono quattro, tutte in C1 tra il 1999-2000 ed il 2000-2001.
A Catania si disputò anche un'altra stracittadina: ciò avvenne quando nella Serie C 1945-1946 si affrontarono l'Unione Sportiva Catanese Elefante e la Società Sportiva Virtus Catania. Queste due squadre in seguito, fondendosi, diedero vita all'odierno Calcio Catania. Le partite terminarono 1-0 per la Catanese all'andata e 2-0 a tavolino per la Virtus al ritorno.
|                | Gare disputate | Vittorie Atl. Catania | Pareggi | Vittorie Catania | Gol Atl. Catania | Gol Catania |
| Serie C1       | 4              | 0                     | 2       | 2                | 2                | 4           |
| Coppa Italia C | 8              | 3                     | 2       | 3                | 10               | 7           |
| Totale         | 12             | 3                     | 4       | 5                | 12               | 11          |

| Stagione  | Competizione   | Incontro                 | And | Rit |
| --------- | -------------- | ------------------------ | --- | --- |
| 1995-1996 | Coppa Italia C | Atletico Catania-Catania | 3-0 | 1-1 |
| 1996-1997 | Coppa Italia C | Atletico Catania-Catania | 2-1 | 3-1 |
| 1998-1999 | Coppa Italia C | Atletico Catania-Catania | 0-0 | 1-2 |

| Stagione  | Competizione   | Incontro                 | And | Rit |
| --------- | -------------- | ------------------------ | --- | --- |
| 1999-2000 | Coppa Italia C | Atletico Catania-Catania |     | 0-1 |
| 1999-2000 | Serie C1       | Atletico Catania-Catania | 1-1 | 0-0 |
| 2000-2001 | Coppa Italia C | Atletico Catania-Catania | 0-1 |     |
| 2000-2001 | Serie C1       | Atletico Catania-Catania | 0-1 | 1-2 |

## Altri derby

### Akragas-Siracusa
Il primo derby si giocò nella Prima Divisione 1932-1933, con doppia vittoria degli aretusei sia in casa (2-1) che in trasferta (4-2). 
|                         | Gare disputate | Vittorie Akragas | Pareggi | Vittorie Siracusa | Gol Akragas | Gol Siracusa |
| Serie C/Lega Pro/C2     | 32             | 5                | 10      | 17                | 20          | 38           |
| Coppa Italia C/Lega Pro | 8              | 2                | 3       | 3                 | 9           | 9            |
| Serie D                 | 8              | 2                | 2       | 5                 | 2           | 12           |
| Campionati regionali    | 2              | 1                | 1       | 0                 | 3           | 2            |
| Totale                  | 51             | 10               | 16      | 25                | 34          | 62           |

| Stagione  | Competizione    | Incontro           | A / R | A / R        |
| --------- | --------------- | ------------------ | ----- | ------------ |
| 1932-1933 | Prima Divisione | Agrigento-Siracusa | 2-4   | 1-2          |
| 1939-1940 | Coppa Italia    | Agrigento-Siracusa | 0-0   | 1-1 (d.t.s.) |
| 1939-1940 | Serie C         | Agrigento-Siracusa |       |              |
| 1942-1943 | Serie C         | Agrigento-Siracusa | 0-2   | 0-1          |
| 1959-1960 | Serie C         | Akragas-Siracusa   | 0-1   | 0-0          |
| 1960-1961 | Serie C         | Akragas-Siracusa   | 0-0   | 0-2          |
| 1961-1962 | Serie C         | Akragas-Siracusa   | 0-1   | 1-0          |
| 1962-1963 | Serie C         | Akragas-Siracusa   | 1-1   | 1-0          |
| 1963-1964 | Serie C         | Akragas-Siracusa   | 1-2   | 1-1          |
| 1964-1965 | Serie C         | Akragas-Siracusa   | 1-1   | 1-2          |
| 1965-1966 | Serie C         | Akragas-Siracusa   | 0-1   | 1-0          |
| 1966-1967 | Serie C         | Akragas-Siracusa   | 0-0   | 0-2          |
| 1967-1968 | Serie C         | Akragas-Siracusa   | 1-1   | 1-0          |

| Stagione  | Competizione          | Incontro         | A / R | A / R |
| --------- | --------------------- | ---------------- | ----- | ----- |
| 1968-1969 | Serie D               | Akragas-Siracusa | 0-1   | 1-0   |
| 1969-1970 | Serie D               | Akragas-Siracusa | 0-0   | 1-0   |
| 1970-1971 | Serie D               | Akragas-Siracusa | 0-1   | 0-0   |
| 1981-1982 | Serie C2              | Akragas-Siracusa | 0-1   | 1-1   |
| 1982-1983 | Serie C2              | Akragas-Siracusa | 0-0   | 0-1   |
| 1983-1984 | Coppa Italia C        | Akragas-Siracusa | 0-1   | 0-1   |
| 1985-1986 | Serie C2              | Akragas-Siracusa | 1-1   | 1-2   |
| 1992-1993 | Coppa Italia C        | Akragas-Siracusa | 3-1   | 2-2   |
| 1993-1994 | Coppa Italia C        | Akragas-Siracusa | 0-4   |       |
| 2001-2002 | Eccellenza            | Akragas-Siracusa | 2-1   | 1-1   |
| 2016-2017 | Coppa Italia Lega Pro | Akragas-Siracusa | 3-0   |       |
| 2016-2017 | Lega Pro              | Akragas-Siracusa | 2-4   | 1-0   |
| 2017-2018 | Serie C               | Akragas-Siracusa | 0-3   | 0-1   |
| 2023-2024 | Serie D               | Akragas-Siracusa | 0-2   | 0-4   |
| 2024-2025 | Serie D               | Akragas-Siracusa | 0-5   |       |

### Akragas-Trapani
Il primo derby si giocò in Serie C nella stagione 1959-60 con vittoria degli akragantini in casa (1-0) e vittoria dei trapanesi al ritorno (1-4). Complessivamente il derby ha visto contrapporsi le due squadre 40 volte in gare ufficiali, in terza e quarta serie, con complessive 11 vittorie degli akragantini 14 pareggi e 15 vittorie dei trapanesi. 
|                      | Gare disputate | Vittorie Akragas | Pareggi | Vittorie Trapani | Gol Akragas | Gol Trapani |
| Serie C/C2           | 23             | 8                | 8       | 8                | 23          | 21          |
| D/Interregionale     | 11             | 3                | 4       | 4                | 13          | 13          |
| Campionati regionali | 6              | 0                | 1       | 4                | 2           | 2           |
| Coppa Italia         | 1              | 0                | 0       | 1                | 0           | 3           |
| Totale               | 41             | 11               | 13      | 17               | 38          | 39          |

| Stagione  | Competizione | Incontro        | A / R | A / R |
| --------- | ------------ | --------------- | ----- | ----- |
| 1959-1960 | Serie C      | Akragas-Trapani | 1-0   | 1-4   |
| 1960-1961 | Serie C      | Akragas-Trapani | 1-0   | 0-3   |
| 1961-1962 | Serie C      | Akragas-Trapani | 0-0   | 0-0   |
| 1962-1963 | Serie C      | Akragas-Trapani | 0-0   | 4-2   |
| 1963-1964 | Serie C      | Akragas-Trapani | 4-1   | 0-0   |
| 1964-1965 | Serie C      | Akragas-Trapani | 0-1   | 0-0   |
| 1965-1966 | Serie C      | Akragas-Trapani | 3-0   | 0-1   |
| 1966-1967 | Serie C      | Akragas-Trapani | 0-2   | 1-1   |
| 1967-1968 | Serie C      | Akragas-Trapani | 1-0   | 2-2   |
| 1970-1971 | Serie D      | Akragas-Trapani | 0-0   | 0-1   |

| Stagione  | Competizione         | Incontro                     | A / R | A / R |
| --------- | -------------------- | ---------------------------- | ----- | ----- |
| 1971-1972 | Serie D              | Akragas-Trapani              | 2-0   | 1-3   |
| 1979-1980 | Serie D              | Akragas-Trapani              | 2-2   | 1-1   |
| 1980-1981 | Serie D              | Akragas-Trapani              | 2-0   | 2-1   |
| 1985-1986 | Serie C2             | Akragas-Trapani              | 1-0   | 1-1   |
| 1990-1991 | Interregionale       | Agrigento Hinterland-Trapani | 2-2   | 1-2   |
| 1993-1994 | Serie C2             | Akragas-Trapani              | 3-0   | 0-2   |
| 2000-2001 | Eccellenza           | Akragas-Città di Trapani     | 0-0   | 1-2   |
| 2006-2007 | Eccellenza           | Akragas-Trapani              | 1-3   | 1-1   |
| 2007-2008 | Eccellenza           | Akragas-Trapani              | 1-2   | 0-2   |
| 2017-2018 | Serie C              | Akragas-Trapani              | 0-1   | 0-1   |
| 2023-2024 | Coppa Italia Serie D | Akragas-Trapani              | 0-3   |       |
| 2023-2024 | Serie D              | Akragas-Trapani              | 0-1   | 1-4   |

### Marsala-Siracusa
Il primo derby si giocò in serie C nella stagione 1942-43 con doppia vittoria degli aretusei sia in casa (5-0) che in trasferta (1-0). Complessivamente, il derby ha visto le due squadre contrapporsi 52 volte in gare ufficiali, nella terza e quarta serie nazionale di calcio, comprese le gare di Coppa Italia di categoria, con 12 vittorie dei lilibetani, 19 pareggi e 21 vittorie degli aretusei in totale. L'ultimo derby è stato disputato nella stagione 2015-16. 
|                | Gare disputate | Vittorie Marsala | Pareggi | Vittorie Siracusa | Gol Marsala | Gol Siracusa |
| Serie C/C2     | 34             | 9                | 11      | 14                | 26          | 40           |
| Coppa Italia C | 6              | 2                | 2       | 2                 | 9           | 6            |
| Serie D        | 12             | 1                | 6       | 5                 | 10          | 16           |
| Totale         | 52             | 12               | 19      | 21                | 45          | 62           |

| Stagione  | Competizione | Incontro         | A / R | A / R |
| --------- | ------------ | ---------------- | ----- | ----- |
| 1942-1943 | Serie C      | Marsala-Siracusa | 0-1   | 0-5   |
| 1958-1959 | Serie C      | Marsala-Siracusa | 1-0   | 4-1   |
| 1959-1960 | Serie C      | Marsala-Siracusa | 0-0   | 0-0   |
| 1960-1961 | Serie C      | Marsala-Siracusa | 1-0   | 2-2   |
| 1961-1962 | Serie C      | Marsala-Siracusa | 3-1   | 0-2   |
| 1962-1963 | Serie C      | Marsala-Siracusa | 1-1   | 0-2   |
| 1963-1964 | Serie C      | Marsala-Siracusa | 1-3   | 0-1   |
| 1964-1965 | Serie C      | Marsala-Siracusa | 1-1   | 0-3   |
| 1969-1970 | Serie D      | Marsala-Siracusa | 1-1   | 0-1   |
| 1970-1971 | Serie D      | Marsala-Siracusa | 0-0   | 0-0   |
| 1972-1973 | Coppa Italia | Marsala-Siracusa | 3-0   | 1-2   |
| 1973-1974 | Serie C      | Marsala-Siracusa | 0-0   | 1-0   |
| 1974-1975 | Serie C      | Marsala-Siracusa | 1-0   | 0-1   |

| Stagione  | Competizione | Incontro         | A / R | A / R |
| --------- | ------------ | ---------------- | ----- | ----- |
| 1975-1976 | Coppa Italia | Marsala-Siracusa | 3-1   | 1-1   |
| 1975-1976 | Serie C      | Marsala-Siracusa | 2-0   | 1-0   |
| 1976-1977 | Serie C      | Marsala-Siracusa | 1-1   | 0-2   |
| 1977-1978 | Serie C      | Marsala-Siracusa | 0-0   | 0-2   |
| 1978-1979 | Coppa Italia | Marsala-Siracusa | 0-0   | 1-2   |
| 1978-1979 | Serie C2     | Marsala-Siracusa | 0-0   | 0-2   |
| 1981-1982 | Serie C2     | Marsala-Siracusa | 2-2   | 2-2   |
| 1982-1983 | Serie C2     | Marsala-Siracusa | 1-1   | 0-2   |
| 1983-1984 | Serie C2     | Marsala-Siracusa | 1-0   | 1-2   |
| 2002-2003 | Serie D      | Marsala-Siracusa | 2-3   | 1-4   |
| 2003-2004 | Serie D      | Marsala-Siracusa | 1-2   | 0-0   |
| 2004-2005 | Serie D      | Marsala-Siracusa | 0-1   | 0-1   |
| 2015-2016 | Serie D      | Marsala-Siracusa | 2-1   | 2-2   |

### Marsala-Trapani
Una forte rivalità storica esiste fra i club dei due maggiori centri della provincia di Trapani. Con oltre 100 gare disputate è il derby tra squadre siciliane più giocato tra i professionisti. Il primo incontro in assoluto è del 7 gennaio 1912, fra l'U.S.Trapanese e la Lillibeum Marsala, giocato sul campo di via Spalti a Trapani e terminato con la vittoria dei trapanesi per 4-1. I primi incontri ufficiali risalgono invece al campionato di Terza Divisione 1930-1931: essi si conclusero 1-1 a Trapani
e 2-1 per i lilibetani, padroni di casa, a Marsala.
Le due più blasonate compagini della provincia trapanese hanno avuto modo di incontrarsi anche nella Coppa Italia maggiore nel 1958-1959, già al primo turno eliminatorio tra tutte le squadre di Serie C.  
|                                | Gare disputate | Vittorie Marsala | Pareggi | Vittorie Trapani | Gol Marsala | Gol Trapani |
| Serie C/C1                     | 36             | 5                | 19      | 12               | 22          | 31          |
| Serie C2                       | 2              | 0                | 1       | 1                | 1           | 2           |
| IV Serie/Interreg./CND/Serie D | 30             | 9                | 9       | 12               | 32          | 29          |
| Campionati regionali           | 12             | 6                | 2       | 4                | 11          | 11          |
| Coppa Italia                   | 1              | 0                | 0       | 1                | 2           | 4           |
| Coppa Italia C                 | 20             | 3                | 11      | 6                | 12          | 17          |
| Coppa Italia D                 | 6              | 1                | 4       | 1                | 5           | 6           |
| Totale                         | 107            | 24               | 46      | 37               | 85          | 100         |

| Stagione  | Competizione              | Incontro        | A / R | A / R |
| --------- | ------------------------- | --------------- | ----- | ----- |
| 1912      | Amichevole                | Marsala-Trapani | 1-4   | 0-2   |
| 1922      | Amichevole                | Marsala-Trapani | 0-2   | 5-3   |
| 1926      | Amichevole                | Marsala-Trapani | 4-3   |       |
| 1930-1931 | Terza Divisione           | Marsala-Trapani | 1-1   | 2-1   |
| 1931-1932 | Seconda Divisione         | Marsala-Trapani | 1-1   |       |
| 1938-1939 | Prima Divisione           | Marsala-Trapani | 0-2   | 2-1   |
| 1939-1940 | Prima Divisione           | Marsala-Trapani | 1-1   | 1-0   |
| 1942-1943 | Serie C                   | Marsala-Trapani | 3-0   |       |
| 1943-1944 | Campionato siciliano      | Marsala-Trapani | 3-1   | 1-1   |
| 1944-1945 | Campionato siciliano      | Marsala-Trapani | 1-2   | 2-2   |
| 1945-1946 | Prima Divisione           | Marsala-Trapani | 1-4   | 0-1   |
| 1946-1947 | Serie C                   | Marsala-Trapani | 1-0   | 0-2   |
| 1946-1947 | Coppa LIS                 | Marsala-Trapani | 1-1   | 1-2   |
| 1947-1948 | Serie C                   | Marsala-Trapani | 1-1   | 0-1   |
| 1949-1950 | Serie C                   | Marsala-Trapani | 0-0   | 2-2   |
| 1952-1953 | IV Serie                  | Marsala-Trapani | 0-0   | 1-1   |
| 1953-1954 | IV Serie                  | Marsala-Trapani | 1-0   | 3-0   |
| 1954-1955 | IV Serie                  | Marsala-Trapani | 2-0   | 0-0   |
| 1955-1956 | IV Serie                  | Marsala-Trapani | 1-2   | 1-1   |
| 1956-1957 | IV Serie                  | Marsala-Trapani | 0-0   | 3-0   |
| 1957-1958 | Campionato Interregionale | Marsala-Trapani | 0-1   | 1-0   |
| 1958-1959 | Serie C                   | Marsala-Trapani | 1-2   | 1-2   |
| 1958-1959 | Coppa Italia              | Marsala Trapani | 2-4   |       |
| 1959-1960 | Serie C                   | Marsala-Trapani | 0-0   | 0-2   |
| 1960-1961 | Serie C                   | Marsala-Trapani | 0-2   | 0-0   |
| 1961-1962 | Serie C                   | Marsala-Trapani | 0-0   | 0-1   |
| 1962-1963 | Serie C                   | Marsala-Trapani | 0-0   | 0-1   |
| 1963-1964 | Serie C                   | Marsala-Trapani | 0-0   | 1-1   |
| 1968-1969 | Serie C                   | Marsala-Trapani | 1-2   | 0-0   |
| 1970-1971 | Serie D                   | Marsala-Trapani | 0-1   | 3-0   |

| Stagione  | Competizione                    | Incontro        | A / R | A / R |
| --------- | ------------------------------- | --------------- | ----- | ----- |
| 1971-1972 | Serie D                         | Marsala-Trapani | 0-1   | 0-1   |
| 1972-1973 | Coppa Italia Semiprofessionisti | Marsala-Trapani | 1-1   | 1-0   |
| 1973-1974 | Coppa Italia Semiprofessionisti | Marsala-Trapani | 0-0   | 0-0   |
| 1973-1974 | Serie C                         | Marsala-Trapani | 1-0   | 2-2   |
| 1974-1975 | Coppa Italia Semiprofessionisti | Marsala-Trapani | 0-0   | 0-0   |
| 1974-1975 | Serie C                         | Marsala-Trapani | 2-1   | 0-0   |
| 1975-1976 | Coppa Italia Semiprofessionisti | Marsala-Trapani | 1-0   | 1-1   |
| 1975-1976 | Serie C                         | Marsala-Trapani | 0-0   | 0-0   |
| 1976-1977 | Serie C                         | Marsala-Trapani | 0-0   | 0-3   |
| 1977-1978 | Coppa Italia Semiprofessionisti | Marsala-Trapani | 1-1   | 0-2   |
| 1977-1978 | Serie C                         | Marsala-Trapani | 0-0   | 1-1   |
| 1978-1979 | Coppa Italia Semiprofessionisti | Marsala-Trapani | 0-1   | 1-1   |
| 1978-1979 | Serie C2                        | Marsala-Trapani | 1-2   | 0-0   |
| 1984-1985 | Campionato Interregionale       | Marsala-Trapani | 0-1   | 0-5   |
| 1990-1991 | Coppa Italia Dilettanti         | Marsala-Trapani | 2-0   |       |
| 1990-1991 | Campionato Interregionale       | Marsala-Trapani | 0-0   | 0-0   |
| 1991-1992 | Coppa Italia Dilettanti         | Marsala-Trapani | 1-1   |       |
| 1991-1992 | Campionato Interregionale       | Marsala-Trapani | 5-1   | 1-3   |
| 1992-1993 | Coppa Italia Dilettanti         | Marsala-Trapani | 0-3   |       |
| 1992-1993 | CND                             | Marsala-Trapani | 1-2   | 1-2   |
| 1996-1997 | Coppa Italia Serie C            | Marsala-Trapani | 0-1   | 2-2   |
| 1997-1998 | Coppa Italia Serie C            | Marsala-Trapani | 1-0   |       |
| 1997-1998 | Serie C2                        | Marsala-Trapani | 0-1   | 1-1   |
| 1998-1999 | Coppa Italia Serie C            | Marsala-Trapani | 0-0   |       |
| 1999-2000 | Coppa Italia Serie C            | Marsala-Trapani | 0-1   |       |
| 2000-2001 | Eccellenza Sicilia              | Marsala-Trapani | 0-2   | 1-0   |
| 2001-2002 | Eccellenza Sicilia              | Marsala-Trapani | 4-0   | 1-0   |
| 2002-2003 | Serie D                         | Marsala-Trapani | 4-1   | 0-0   |
| 2003-2004 | Serie D                         | Marsala-Trapani | 2-1   | 1-1   |
| 2004-2005 | Serie D                         | Marsala-Trapani | 0-1   | 1-3   |
| 2007-2008 | Eccellenza Sicilia              | Marsala-Trapani | 0-2   | 0-1   |

### Messina-Trapani
Il primo derby in assoluto si giocò il 9 ottobre 1932, a Trapani, nella Prima Divisione 1932-1933, quando i peloritani si chiamavano U.S. Peloro Messina ed i granata Juventus Trapani. Gli incontri finirono con una vittoria dei trapanesi sia all'andata (4-3) che al ritorno (3-2). 
Complessivamente, il derby ha visto contrapporsi le due squadre per 33 volte in gare ufficiali, nella terza e quarta serie nazionale di calcio, con 13 vittorie dei giallorossi, 12 pareggi e 10 vittorie dei trapanesi.  
|                    | Gare disputate | Vittorie Messina | Pareggi | Vittorie Trapani | Gol Messina | Gol Trapani |
| Serie 1ª Div./C/C2 | 31             | 12               | 12      | 7                | 39          | 23          |
| Serie D            | 4              | 1                | 0       | 3                | 2           | 4           |
| Totale             | 35             | 13               | 12      | 10               | 41          | 27          |

| Stagione  | Competizione    | Incontro                  | A / R | A / R |
| --------- | --------------- | ------------------------- | ----- | ----- |
| 1932-1933 | Prima Divisione | Peloro Me-Juventus Tp     | 3-4   | 2-3   |
| 1935-1936 | Prima Divisione | Messina-Juventus Tp       |       |       |
| 1942-1943 | Serie C         | Passamonte Me-Juventus Tp | 1-1   | 0-2   |
| 1946-1947 | Serie C         | Messina-Drepanum          | 0-0   | 4-1   |
| 1947-1948 | Serie C         | Messina-Drepanum          | 0-1   | 6-0   |
| 1948-1949 | Serie C         | Messina-Drepanum          | 1-1   | 2-0   |
| 1949-1950 | Serie C         | Messina-Drepanum          | 0-0   | 2-0   |
| 1968-1969 | Serie C         | Messina-Trapani           | 0-1   | 0-0   |

| Stagione  | Competizione | Incontro        | A / R | A / R |
| --------- | ------------ | --------------- | ----- | ----- |
| 1969-1970 | Serie C      | Messina-Trapani | 2-0   | 2-1   |
| 1972-1973 | Serie C      | Messina-Trapani | 1-2   | 3-0   |
| 1974-1975 | Serie C      | Messina-Trapani | 0-0   | 1-1   |
| 1975-1976 | Serie C      | Messina-Trapani | 1-0   | 0-0   |
| 1976-1977 | Serie C      | Messina-Trapani | 2-0   | 0-0   |
| 1978-1979 | Serie C2     | Messina-Trapani | 2-0   | 0-0   |
| 1998-1999 | Serie C2     | Messina-Trapani | 2-0   | 0-0   |
| 1999-2000 | Serie C2     | Messina-Trapani | 1-0   | 4-1   |
| 2008-2009 | Serie D      | Messina-Trapani | 0-1   | 2-0   |
| 2009-2010 | Serie D      | Messina-Trapani | 0-1   | 0-2   |
| 2024-2025 | Serie C      | Messina-Trapani | 1-1   | -     |

### Siracusa-Trapani
Il primo derby in assoluto si giocò nella Prima divisione nella stagione 1932/33 con vittoria in casa degli azzurri (2-1) e pareggio al ritorno (1-1). Complessivamente il derby ha visto contrapporsi le due squadre per ben 86 volte in gare ufficiali, nella terza e quarta serie nazionale di calcio più le gare di Coppa Italia di categoria. L'ultimo derby è stato disputato nella stagione 2023-24 in Serie D. 
|                        | Gare disputate | Vittorie Siracusa | Pareggi | Vittorie Trapani | Gol Siracusa | Gol Trapani |
| Serie C/C1/C2/Lega Pro | 57             | 17                | 19      | 21               | 54           | 64          |
| Coppa Italia C/D       | 16             | 7                 | 3       | 6                | 22           | 16          |
| Serie D                | 13             | 4                 | 7       | 2                | 14           | 8           |
| Totale                 | 86             | 28                | 29      | 29               | 90           | 88          |

| Stagione  | Competizione    | Incontro         | A / R | A / R |
| --------- | --------------- | ---------------- | ----- | ----- |
| 1932-1933 | Prima Divisione | Siracusa-Trapani | 2-1   | 1-1   |
| 1933-1934 | Prima Divisione | Siracusa-Trapani | 2-0   | 1-0   |
| 1934-1935 | Prima Divisione | Siracusa-Trapani | 0-2   |       |
| 1942-1943 | Serie C         | Siracusa-Trapani | 1-1   | 2-0   |
| 1958-1959 | Serie C         | Siracusa-Trapani | 1-2   | 0-0   |
| 1959-1960 | Serie C         | Siracusa-Trapani | 1-0   | 0-3   |
| 1960-1961 | Serie C         | Siracusa-Trapani | 3-1   | 1-2   |
| 1961-1962 | Serie C         | Siracusa-Trapani | 2-2   | 1-1   |
| 1962-1963 | Serie C         | Siracusa-Trapani | 1-1   | 1-2   |
| 1963-1964 | Serie C         | Siracusa-Trapani | 1-0   | 1-2   |
| 1964-1965 | Serie C         | Siracusa-Trapani | 3-0   | 2-2   |
| 1965-1966 | Serie C         | Siracusa-Trapani | 2-1   | 1-1   |
| 1966-1967 | Serie C         | Siracusa-Trapani | 1-1   | 0-1   |
| 1967-1968 | Serie C         | Siracusa-Trapani | 1-1   | 0-3   |
| 1970-1971 | Serie D         | Siracusa-Trapani | 1-1   | 0-1   |
| 1972-1973 | Coppa Italia    | Siracusa-Trapani | 1-1   | 2-0   |
| 1972-1973 | Serie C         | Siracusa-Trapani | 1-0   | 0-1   |
| 1973-1974 | Coppa Italia    | Siracusa-Trapani | 1-1   | 0-3   |
| 1973-1974 | Serie C         | Siracusa-Trapani | 0-3   | 1-0   |
| 1974-1975 | Serie C         | Siracusa-Trapani | 0-1   | 0-0   |
| 1975-1976 | Serie C         | Siracusa-Trapani | 1-0   | 0-0   |
| 1976-1977 | Serie C         | Siracusa-Trapani | 0-1   | 1-2   |

| Stagione  | Competizione             | Incontro         | A / R        | A / R        |
| --------- | ------------------------ | ---------------- | ------------ | ------------ |
| 1977-1978 | Serie C                  | Siracusa-Trapani | 0-1          | 0-0          |
| 1978-1979 | Serie C2                 | Siracusa-Trapani | 2-0          | 0-1          |
| 1985-1986 | Serie C2                 | Siracusa-Trapani | 0-1          | 0-0          |
| 1986-1987 | Coppa Italia             | Siracusa-Trapani | 2-0          | 5-0          |
| 1986-1987 | Serie C2                 | Siracusa-Trapani | 1-1          | 0-0          |
| 1987-1988 | Coppa Italia             | Siracusa-Trapani | 2-0          | 1-0          |
| 1987-1988 | Serie C2                 | Siracusa-Trapani | 0-0          | 0-1          |
| 1988-1989 | Serie C2                 | Siracusa-Trapani | 3-2          | 2-0          |
| 1989-1990 | Coppa Italia             | Siracusa-Trapani | 3-0          |              |
| 1993-1994 | Coppa Italia             | Siracusa-Trapani | 0-1          |              |
| 1994-1995 | Serie C1                 | Siracusa-Trapani | 2-2          | 0-1          |
| 2002-2003 | Coppa Italia             | Siracusa-Trapani | 2-1          | 3-5 (d.c.r.) |
| 2002-2003 | Serie D                  | Siracusa-Trapani | 3-1          | 1-3          |
| 2003-2004 | Serie D                  | Siracusa-Trapani | 1-1          | 0-0          |
| 2004-2005 | Serie D                  | Siracusa-Trapani | 0-0          | 0-0          |
| 2005-2006 | Serie D                  | Siracusa-Trapani | 1-1          | 2-1          |
| 2008-2009 | Serie D                  | Siracusa-Trapani | 2-0          | 1-0          |
| 2010-2011 | Coppa Italia             | Siracusa-Trapani | 0-0          |              |
| 2011-2012 | Coppa Italia             | Siracusa-Trapani | 1-2 (d.t.s.) |              |
| 2011-2012 | Lega Pro Prima Divisione | Siracusa-Trapani | 3-1          | 2-1          |
| 2017-2018 | Coppa Italia             | Siracusa-Trapani | 2-4 (d.c.r.) |              |
| 2017-2018 | Serie C                  | Siracusa-Trapani | 0-1          | 2-2          |
| 2018-2019 | Coppa Italia             | Siracusa-Trapani | 1-3          |              |
| 2018-2019 | Serie C                  | Siracusa-Trapani | 1-2          | 1-2          |
| 2023-2024 | Serie D                  | Siracusa-Trapani | 0-0          | 0-1          |